# BAZ-6909

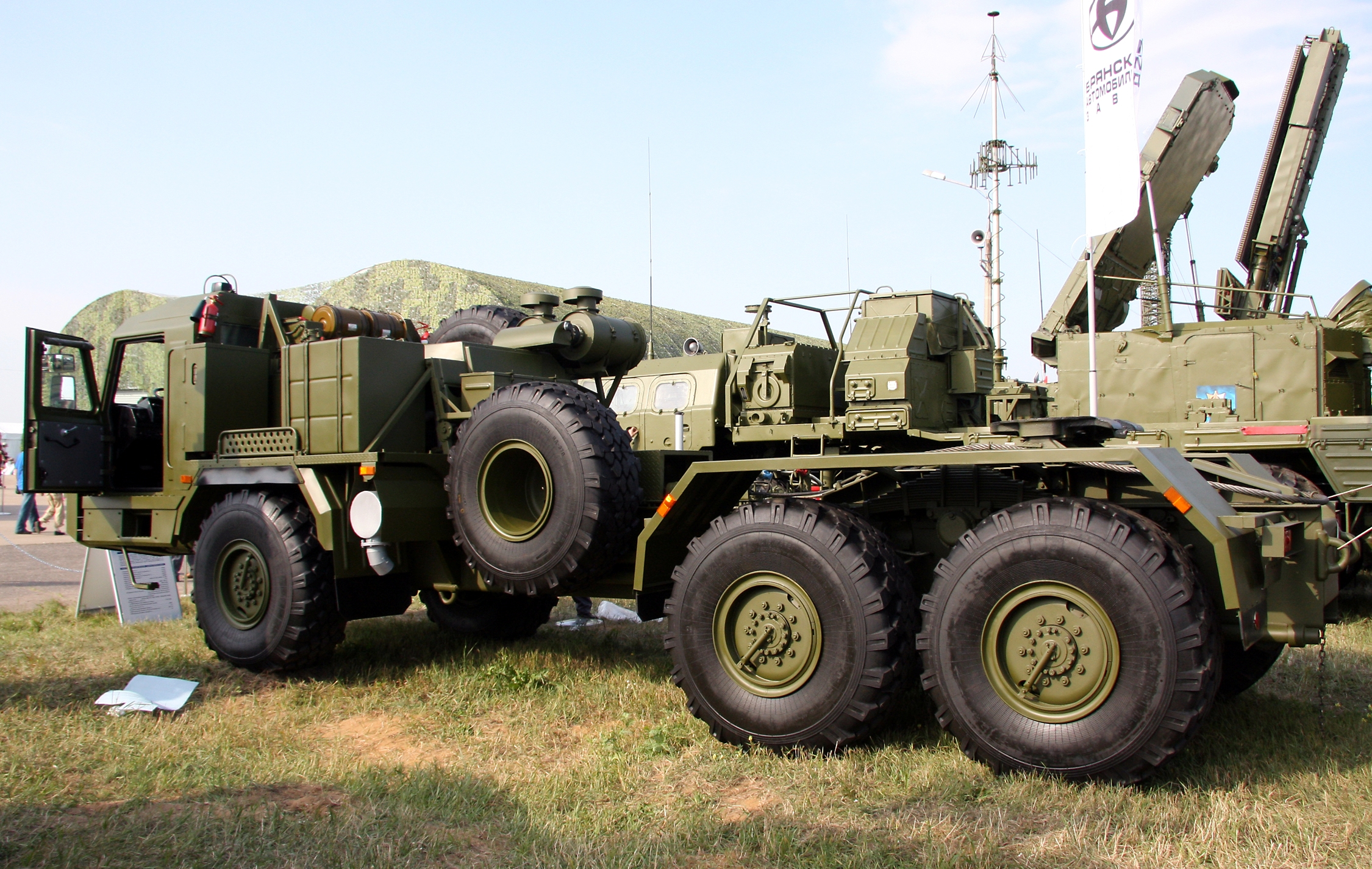
Version radar BAZ-6402

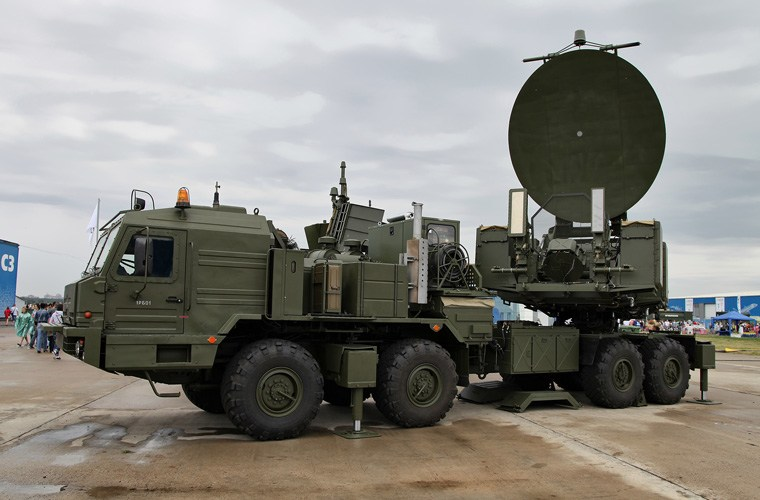
Krasukha-2 sur véhicule porteur BAZ-6909/BAZ-6910

BAZ-6909 est un tracteur d'artillerie russe ainsi qu'un tracteur-érecteur-lanceur développé comme successeur au MAZ-537 et au MAZ-7310 par BAZ (entreprise). Il peut transporter des masses de 13 à 21 tonnes métriques, sur route et hors des routes,.

## Description
Il utilise un moteur YaMZ-8424.10 diesel avec 500CV.

## Variantes
- BAZ-6402 6x6 camion tracteur[3] ou radar
- BAZ-69092 6x6 châssis à roues spéciales;
- BAZ-6306 8x8 tracteur d'artillerie;
- BAZ-6403 8x8 véhicule tracteur;
- BAZ-6910 8x8 porte-conteneurs et guerre électronique (Krasukha);
- REM-KS, 8x8 version de dépannage;
- BAZ-69069 10x10 châssis à roues spéciales;
- BAZ-69099 12x12 châssis à roues spéciales.